# Цинковий палець

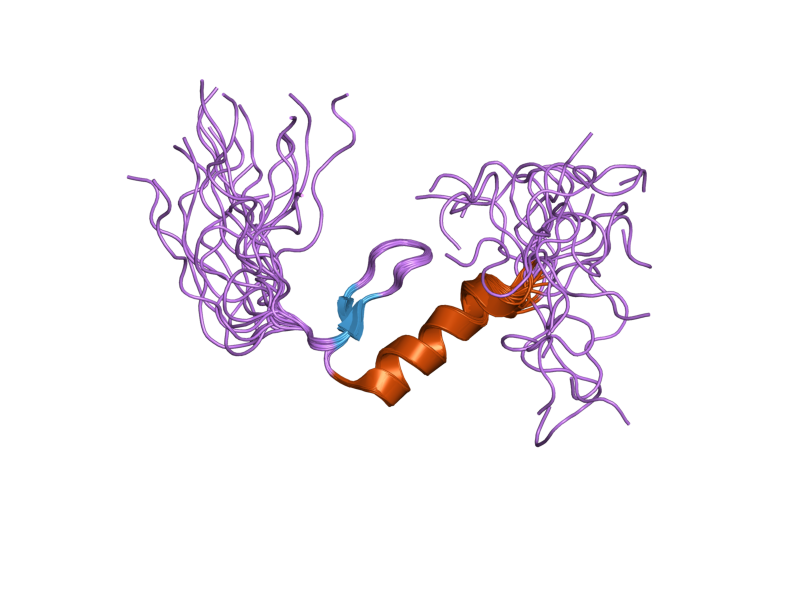
Структура розчину цинкового пальця типу C2H2 (область 255—287) білка 224 цинкового пальця людини

Цинковий палець — це невеликий структурний мотив білка, який характеризується координацією одного або декількох іонів цинку (Zn2+) для стабілізації укладки. Спочатку створена для опису гіпотетичної пальцеподібної структури фактора транскрипції IIIA Xenopus laevis, назва цинкового пальця тепер охоплює широкий спектр різних білкових структур. Xenopus laevis TFIIIA спочатку було продемонстровано, що він містить цинк і потребує металу для функціонування в 1983 р., Перше таке повідомлення про необхідність цинку для білка, якщо регулює ген. Він часто з'являється як домен, що зв'язує метал, саме у багатодоменних білках.

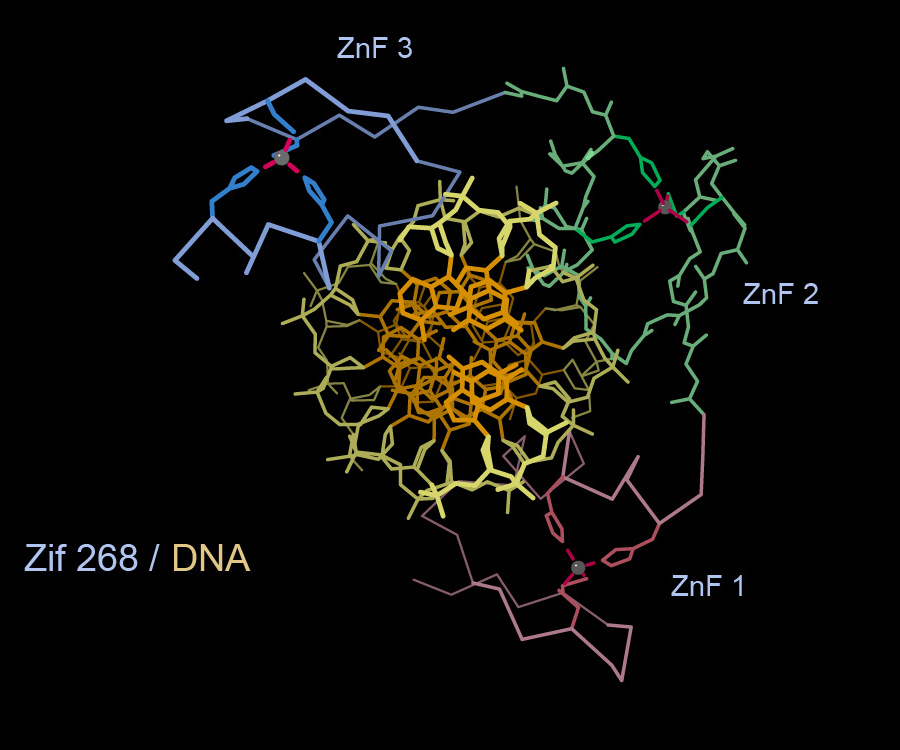
Малюнок транскрипційного фактору Zif268, що містить три цинкові пальці в комплексі з ДНК

Білки, які містять цинкові пальці, класифікуються на кілька структурних родин. На відміну від багатьох інших чітко визначених надвторинних структур, таких як грецькі ключі або β-шпильки, існує ряд типів цинкових пальців, кожен з яких має унікальну тривимірну архітектуру. Конкретний клас білка цинкового пальця визначається цією тривимірною структурою, але він також може бути розпізнаний на основі первинної структури білка або ідентичності лігандів, що координують іон цинку. Незважаючи на велику різноманітність цих білків, переважна більшість, як правило, функціонує як модулі взаємодії, які зв'язують ДНК, РНК, білки або інші невеликі корисні молекули, а зміни в структурі служать, головним чином, для зміни специфічності зв'язування конкретного білка. .
З часу свого первинного відкриття та з'ясування їх структури ці модулі взаємодії виявилися всюдисущими в біологічному світі і можуть бути виявлені у 3 % генів людського геному. Крім того, цинкові пальці стали надзвичайно корисними в різних терапевтичних та дослідницьких можливостях. Інженерні цинкові пальці, які мають спорідненість до певної послідовності, є сферою активних досліджень, а нуклеази цинкового пальця та фактори транскрипції з цинковим пальцем є двома найважливішими застосуваннями, які мають бути реалізовані на сьогоднішній день.

## Домени
Домени цинкового пальця (Znf) — відносно невеликі білкові мотиви, що містять кілька виразних пальцевих виступів, що здійснюють тандемні контакти з цільовою молекулою. Деякі з цих доменів пов'язують цинк, але багато ні, натомість зв'язують інші метали, такі як залізо, або зовсім не метали. Наприклад, деякі члени сім'ї утворюють сольові мости для стабілізації пальцеподібних складок. Спочатку вони були ідентифіковані як мотив, що зв'язує ДНК, у факторі транскрипції TFIIIA від Xenopus laevis, однак тепер їх визнано які ті, що зв'язують субстрати ДНК, РНК, білка та / або ліпідів. Їх зв'язувальні властивості залежать від амінокислотної послідовності доменних пальців і від лінкера між пальцями, а також від структур вищого порядку та кількості пальців. Домени Znf часто зустрічаються у скупченнях, де пальці можуть мати різну специфіку зв'язування. Мотиви Znf зустрічаються в декількох неспоріднених білкових надсімействах, що відрізняються як за послідовністю, так і за структурою. Вони демонструють значну універсальність у режимах зв'язування, навіть між членами одного класу (наприклад, деякі зв'язують ДНК, інші — білок), що дозволяє припустити, що мотиви Znf — це стійкі риштування, які розвивали спеціалізовані функції. Наприклад, білки, що містять Znf, функціонують в транскрипції генів, трансляції, торгівлі мРНК, організації цитоскелету, розвитку епітелію, адгезії клітин, складенні білків, реконструкції хроматину та зондуванні цинку. Мотиви, що зв'язують цинк, є стійкими структурами, і вони рідко зазнають конформаційних змін при зв'язуванні своєї цілі.

## Класи
Спочатку термін цинковий палець використовувався виключно для опису ДНК-зв'язуючого мотиву, знайденого у Xenopus laevis; однак тепер він використовується для позначення будь-якої кількості структур, пов'язаних завдяки зв'язуванні з іоном цинку. Як правило, цинкові пальці координують іони цинку з комбінацією залишків цистеїну та гістидину. Спочатку кількість та порядок цих залишків використовувались для класифікації різних типів цинкових пальців (наприклад, Cys2His2, Cys4 та Cys6). Останнім часом для класифікації білків цинкового пальця застосовується більш систематичний метод. Цей метод класифікує білки пальців цинку на «складчасті групи», виходячи із загальної форми білкового скелету в складеному домені. Найпоширенішими «циліндричними групами» цинкових пальців є Cys2His2-подібний («класичний цинковий палець»), високий ключ і цинкова стрічка.

### Група 1: C2H2-подібний палець
Домени цієї групи складаються з β-шпильки. Далі йде спіраль, яка утворює лівий ββα-блок. Два цинкових ліганди сприяють утворенню цинкового пальця. (унікальний поворот із консенсусною послідовністю CPXCG) (3,36) на кінці β-шпильки та два інших ліганди з C-кінця knuckle-спіралі. Група має два сімейства: F2H2 fngers та IAP домени.

#### Сімейство С2Н2. Цинковий мотив пальця С2Н2 (класичний цинковий палець)
Уперше було виявлено у факторі транскрипції IIIA Xenopus laevis, і з тих пір було виявлено, що він присутній у багатьох фактора транскрипції та в інших ДНК-зв'язуючих білках (1ncs, 1zfd, 1tf6, 1ubd, 2gli, 1bhi, 1sp2, 1rmd, 2adr, 1znf, 1aay, 1sp1, 1bbo, 2drp, 1yui, 1ej6, 1klr) (16 ± 18), які розпізнають специфічні послідовності ДНК. Класичний
цинковий палець C2H2, зазвичай, містить повтори 28 ± 30 амінокислотних послідовність, що включає два консервованих залишки цистеїну та два залишки гістидину. Однак інші комбінації Cys / His, як цинк-хелатуючі залишки, можливі. С2Н2 пальці, що зв'язують нуклеїнові кислоти, зв'язуються з основним жолобком ДНК
через N-кінець α-спіралі. Впізнання специфічної послідовності ДНК досягаються взаємодією ДНК основами з бічними ланцюжками від поверхні α-спіралі.

#### Сім'я домену IAP
Інгібітор апоптозу (IAP) містить схему CCHC (подібно до U-подібного фактора транскрипції з сімейства C2H2), яка координує іон цинку (1e31, 1jd5, 1c9q, 1g73. Повідомлялося, що IAP регулюють запрограмовану загибель клітин шляхом інгібування. каспаз.
Структури доменів інгібітора бакуловірусу апоптозу повторюють (BIR) домени та антиапоптотичний білок `сурвівін 'містять збережене ядро, що складається з центрального триланцюгового β-листа та чотирьох коротких α-спіралей. Цинк-зв'язуюча область IAP структурно нагадує класичний мотив C2H2 тим, що перші два ліганди походять із сгину, а два інших ліганди походять із С-кінцевої області зламаної knuckle-спіралі. Вирівнювання PSI-BLAST з цинк-зв'язуючої області доменів BIR показано разом з послідовністю U-подібного фактора транскрипції (1fu9), щоб встановити схожість між доменами BIR і класичними пальцями цинку C2H2 і показують мінливість довжини лінкера між останніми двома циганними лігандами в різних білках BIR. Незважаючи на структурну схожість сайту зв'язування цинку в класичних доменах C2H2 та доменах IAP, ми не маємо переконливих доказів гомології між ними, і таким чином консервативно розміщуємо їх у двох різних сімействах.

### Група 2: Gag knuckle (цинкові суглоби)
Структура цієї групи складається з двох коротких β-структур, з'єднаних поворотом (цинковим суглобом), за яким йде коротка спіраль або петля. Два цинкових ліганди цинку подаються цинковим суглобом (knuckle), а два інших виходять із петлі або розміщуються на обох кінцях короткої спіралі. Ручка Gag нагадує класичний мотив C2H2 з великою частиною спіралі та усіченою β-шпилькою. Таким чином, gag knuckle є дуже короткими (приблизно 20 амінокислот) порівняно з C2H2-подібними доменами (близько 30 залишків). Ця група містить цинкові пальці C2HC з білків ретровірусного gag knuckle (нуклеокапсиду), які в літературі називаються цинк-суглобами. Однак цей термін також раніше використовувався для опису унікального повороту з консенсусною послідовністю CPXCG, де цистеїни сприяють зв'язуванню цинку. Таким чином, для ясності ми називаємо цинковий палець із ретровірусних білків гаг як «ручка», «суглоб». Ми розглядаємо три родини.

#### Ретровірусне Gag сімейство
У ретровірусному суглобі Gag одноповоротна спіраль слідує за β-шпилькою. Про структуру цього мотиву повідомляється з протеїну ретровірусного нуклеокапсиду (NC) від ВІЛ та інших споріднених вірусів (1a1t, 1a6b, 1dsq, 1dsv).

#### Сімейство суглобу полімерази Gag
В цю структуру ми включили цинковий палець з А-субодиниці РНК-полімерази II (1i3q) Структура суглоба Gag з полімерази II РНК узгоджується ізсередньоквадратичним відхиленням кореня (RMSD) 3,5 ± 4,4 AÊ з різними членами ретровірусних білків NC (104 атоми). Однак функція цього цинкового суглобу РНК-полімерази залишається невідомою, хоча ми можемо припустити, що він може бути залучений до зв'язування з РНК.

#### Gag сімейство реовірусного зовнішнього капсидного білка s3
Реовірусний зовнішній капсидний білок s3 включає мотив, що зв'язує цинк, який найкраще можна описати як суглоб Gag (1fn9). Структура ділянки, що зв'язує цинк, нагадує структуру РНК-полімерази і складається з суглоба, за яким йде петля. Показано, що мутація цинк-зв'язуючих залишків не впливає на зв'язування s3 з дволанцюговою РНК, але виключає здатність асоціюватися з капсидним білком m1

### Група 3: скрипковий ключ
Мотив складається з бета-шпильки на N-кінці і альфа-спіралі на С-кінці, які вносять два ліганди кожен для зв'язування цинку. Перші два ліганди походять від цинкової рукоятки, а інші два ліганди надані N-кінцевим поворотом спіралі. Ми умовно ділимо цю складну групу.

#### RING-подібний палець
Ряд білків містить збережений домен, багатий цистеїном на 40 ± 60, який пов'язує два іони цинку і називається цинк-пальцем C3HC4 або «RING».

#### Сімейство Протеїнкіназного цистеїн-багатого домену
Це сімейство включає С-кінцевий домен субодиниці TfIIh P44 (1e53) людини та багаті цистеїном домени кіназ (1ptq, 1faq, 1kbe). Місця, що зв'язують цинк, розташовані в аналогічних місцях, ніж у RING пальці. Топологічна відмінність між багатим протеїнкіназою цистеїном доменом і пальцевими структурами RING була пояснена на основі кругової перестановки (3), і це сімейство може бути еволюційно пов'язане з білками, подібними до пальця RING.

#### Сімейство Домену зв'язування фосфатиділінозитол-3-фосфату
Це сімейство включає цинк-зв'язуючі області домену FYVE (1vfy, 1dvp, 1joc), які зв'язують фосфатиділінозитол-3-фосфат з високою специфічністю,

#### Сімейство цинкового пальця, що нагадує ядерний рецептор
Це сімейство здебільшого складається з доменів, які не містять додаткових вторинних структурних елементів N- або С-терміналу до мотиву скрипкового ключа

#### Сімейство ядерного рецептора ДНК-зв'язуючого домену
Структура ДНК-зв'язуючого домену рецептора естрогену (1hcq) та його гомологи мають два цинк-зв'язуючі ділянки. Як Гаг
суглоби, кожен рецептор стероїдних гормонів містить два повтори(домени) пальця, який зв'язує іони цинку через чотири збережених цистеїни. Перший, N-термінальний сайт (домен) є типовим скрипковим ключем, де два ліганди походять від альфа—спіралі та ще двоє сприяють утворенню суглобу. Другий, сайт С-кінцевий (домен) демонструє лише часткову схожість з пальцем скрипкового ключа. Як і у класичних скрипкових пальців, два циганкові ліганди розташовані в N-кінцевому повороті альфа-спіралі.

#### Сімейство I-TevI ендонуклеази цинкового пальця
Ендонуклеаза I-TevI належить до сімейства GIY-YIG інтрон-кодованих ендонуклеаз. ДНК-зв'язуючий домен інтронної ендонуклеази.
I-TevI (1i3j) — це цинковий палець, який ми класифікуємо як скрипковий ключ. Цей домен є найкоротшим серед групи.

#### Рибосомальний білок L31Da
Будова великої рибосомальної субодиниці від Deinococcus radiodurans виявляє білок L31 (ланцюг Y 1lnr) як crhbgrjdbqпалець, у якому цинкозв'язуючі ліганди замінюються іншими залишками. Незважаючи на відсутність ділянки, що зв'язує цинк, структура L31 містить усі правильно орієнтовані елементи класичного високого пальця ключа, такі як бета-шпилька з цинк-ручкою, вставлена бета-шпилька та C-кінцева альфа-спіраль і, таким чином, безперечно належить до цієї складчастої групи разом з двома іншими рибосомними білками L24E і S14.

#### YlxR-подібний гіпотетичний цитозольний білок
Гіпотетичний цитозольний білок SP0554, кодований геном Nusa / Infb опероном Streptococcus pneumoniae

#### Сімейство скрипкового ключа т-РНК синтетаз
Структура синтетпроліл-тРНК синтетази Thermus thermophilus (1hc7) (50) несподівано виявила наявність цього цинкового пальця. Це перший екземпляр перекрученого скрипкового ключа, який можна побачити серед наявних білкових структур. N- і С-кінці трилистого ключа проліл-тРНК синтетази розміщуються на черзі вторинної бета-шпильки, і альфа-спіраль з'єднується з первинною бета-шпилькою.
Високодоменний домен високої лігази ДНК-лігази від NAD +.

#### Сімейство Ендонуклеаз His-Me
Це сімейство містить структури домену DNase коліцинів E7 та E9 (7cei, 1bxi), ендонуклеази Seratia marcescens (1ql0), інтронокодованої ендонуклеази I-PpoI (1a73),

#### RPB10 білок з РНК-полімерази II
Домен RPB10 складається в триспіральний пучок, характерний для спіралі ±поворот ± спіраль (HTH) -мотив, що містить фактори транскрипції (1ef4, ланцюг J 1i3q). Однак він містить ділянку, що зв'язує цинк, з геометрією, подібною до тієї, що виявлена у скрипкових ключах.

### Група 4: Цинкова стрічка
У групі стрічки цинку ліганди для зв'язування цинку вносяться двома цинк-ручками. Ядро структури складається з двох бета-шпильок, що утворюють два структурно подібних цинк-зв'язуючих під-сайти. Одну з цих шпильок ми називаємо первинною бета-шпилькою. Ця бета-шпилька містить N-кінцевий під-сайт цинку в класичних білках цинкової стрічки, таких як фактор ініціації транскрипції TFIIB (1 pft) (54) та фактор подовження транскрипції SII (TfIIS) Містить 9 сімейств.

### Група 5: Zn2/Cys6-подібний палець
Ця група складається з цинк-зв'язуючих доменів, у яких два ліганди є з спіралі, а два — з петлі. Перше сімейство регуляторів транскрипції, домен Zn2 / Cys6, містить два пальці. У другому сімействі, а саме, на коефіцієнти транскрипції, що реагують на мідь (1co4), присутній лише один палець.

#### Сімейство пальців Zn2 / Cys6
N-кінцева область в декількох транскрипційних регуляторах, таких як Gal4 (1d66), Hap1 (2hap), PUT3 (1zme) і етанольний регулятор активації транскрипції етанолу Zn2 / Cys6, складчаста група цинкових пальців. Структурне вирівнювання послідовності членів групи цинкових пальців Zn2 / Cys6. Члени цієї складчастої групи містять два сайти зв'язування цинку з іонами цинку, координованими шістьма цистеїновими лігандами. Четвертим лігандом до другого сайту є N-кінцевий цистеїн. Члени першого сімейства включають транскрипційні регуляторні білки Gal4 (1d66A), Hap1 (2hapC), PUT3 (1zmeC), транскрипційний активатор етанолу регулону (2alcA).

#### Сімейство мідь-чутливі фактори транскрипції
Коефіцієнт транскрипції реакції міді (1co4) підвищує експресію металотіонеїну в дріжджах. Ця структура містить лише перше з двох цинк-зв'язуючих сайтів, характерних для класу Zn2 / Cys6.
Область одразу після N-кінцевої спіралі, яка вносить два ліганди для зв'язування цинку, приймає 310 спіральних конформацій. Третій і четвертий ліганди для зв'язування цинку відокремлюються лише одним залишком на відміну від класичних пальців Zn2 / Cys6.

### Група 6: TAZ2-домен-подібні
Білки цієї групи характеризуються циганковими лігандами, які розташовані на терміналях альфа-спіралей. У цю складну групу входять три родини, а саме домен TAZ1 і TAZ2 до білка транскрипції, що зв'язує CREB (CBP) (1l8c, 1f81), цинк-зв'язуючий домен ДНК-полімерази III g субодиниці (ланцюги A і E 1jr3) від E.coli та N-кінцевий цинк-зв'язуючий домен ВІЛ-1 інтегрази (1wjb)

#### Сімейство доменів TAZ2
Транскрипційний адаптерний білок CBP містить три дублюваних цинк-зв'язуючих типу HCCC, які дуже схожі між собою.

#### Сімейство цинк-зв'язуючого домену з ДНК-полімерази III г субодиниці
Структура ДНК-полімерази III г субодиниці від E.coli містить зону, що зв'язує цинк, яка вставлена в нуклеотидну складку нуклеотидів типу N петлі. У цьому цинковому ложе три з чотирьох цистеїнів, які зв'язують цинк, складаються з двох спіралей, а четвертий — з петлі, що з'єднує спіралі.

#### Сімейство N-кінцевого домену інтегрази ВІЛ-1
N-кінцевий домен ВІЛ-1 складається з чотирьох а-спіралей, два з яких утворюють мотив HTH та містить сайт, що зв'язує цинк (73). Два залишки гістидину з другої альфа-спіралі та два цистеїни з четвертої а-спіралі (С-кінцевий) хелатують іон цинку. Порівняно з іншими доменами, N-кінцевий домен ВІЛ-1 є круговим. Ця група складається з цинк-зв'язуючих петель, що знаходяться у більших білках. Такі петлі, ймовірно, стабілізуються цинком і можуть розглядатися як невеликі, але окремі домени.

### Група 7: короткі цинк-зв'язуючі петлі
Ця група складається з цинк-зв'язуючих петель, які містяться у більших білках. Такі петлі, ймовірно, стабілізуються цинком і можуть розглядатися як невеликі, але окремі домени. Загальна структурна особливість цих доменів полягає в тому, що щонайменше три ліганди є дуже близькими один до одного послідовно і не включаються в регулярні вторинні структурні елементи.

### Група 8: металотіоніни
Металотіонеїни — це багаті цистеїном петлі з приблизно 60 ± 70 залишків, які зв'язують різні метали (4mt2). Немає чітко визначених регулярних вторинних структурних елементів в металотіонеїнах, а сайти, що зв'язують метал, не виявляються схожими на інші білки. Металотіонеїни виглядають як білкові ланцюги, обмотані навколо металевого скупчення з декількома цистеїнами лігандуючих металів.